# Rhythm and blues

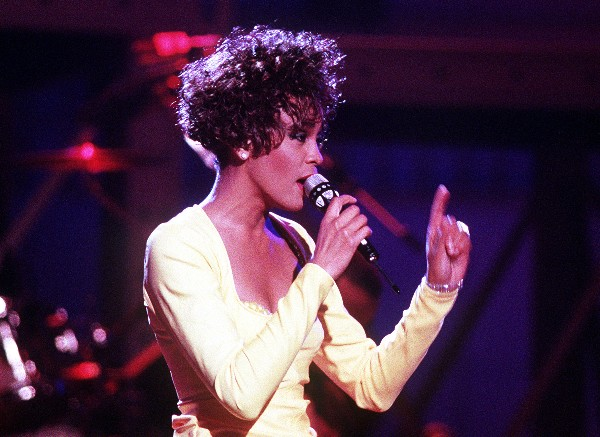
Ngôi sao ca nhạc Whitney Houston được chứng nhận là nữ nghệ sĩ nhạc R&B bán đĩa chạy nhất thế kỉ 20 bởi Hiệp hội Công nghiệp Thu âm Hoa Kỳ.

Rhythm and Blues (n.đ. 'Nhịp điệu và tâm trạng'), thường được viết tắt là R&B hay RnB, là một dòng nhạc của người da đen và rất được ưa chuộng trong cộng đồng Da đen tại Mỹ trong thập niên 1940.
Rhythm and Blues là sự kết hợp của 3 dòng nhạc chính là Jazz, Nhạc phúc âm (nhạc tôn giáo của đạo Cơ đốc bắt nguồn từ Thánh ca) và Blues. Nó được biểu diễn lần đầu bởi những người Mỹ gốc Phi. Dòng nhạc này được các ca sĩ rất yêu chuộng, tiêu biểu là nữ danh ca lừng danh thế giới Whitney Houston, hay tại Việt Nam có danh ca Mỹ Linh bởi những giai điệu làm cuốn hút người nghe.

## Lịch sử

### Cuối thập niên 1940
Năm 1947, thuật ngữ Rymthm and Blues được tạo ra như là một thuật ngữ để quảng bá âm nhạc của Jerry Wexler, tạp chí Billboard tại Hoa Kỳ. Nó thay thế cho thuật ngữ nhạc Mỹ da đen trước đó.
Trong năm này, Louis Jordan thống trị bảng xếp hạng R&B với 3/5 ca khúc đứng đầu. Ban nhạc của Jordan, The Tympany Five chơi nhạc với kèn trompet, kèn sắc xô tê nô (kèn có âm vực cao), piano và trống.

### Thập niên 1950
Làm việc với những người Mỹ – Phi, chàng trai gốc Hy Lạp Johny Otis tạo ra rất nhiều ca khúc nổi tiếng vào năm 1951 bao gồm: "Double Crossing Blues", "Mistrustin' Blues" and "Cupid's Boogie", tất cả đều xếp số 1 vào năm này. Otis có được 10 bài đứng trong các bảng xếp hạng top ten năm đó.
Tiếp theo là Clovers xếp thứ 5 trong bảng xếp hạng của năm với ca khúc: "Don't You Know I Love You"

## Nhạc cụ
Nhạc cụ chính: ghi-ta, bass, drum kit, kèn Acmonica, kèn trumpet, đàn organ.